# Anhembi
Anhembi este un oraș în São Paulo (SP), Brazilia.